# Пермяков, Алексей Назарович
Алексе́й Наза́рович Пермяко́в (28 декабря 1924, деревня Богородское, Увинский район, Удмуртия — 14 февраля 1990, посёлок Игра, Игринский район, Удмуртия) — командир расчёта 45-миллиметрового орудия 1238-го стрелкового полка 372-й стрелковой дивизии 2-й ударной армии 2-го Белорусского фронта, старший сержант, полный Кавалер ордена Славы.

## Биография
Родился 28 декабря 1924 года в семье крестьянина. Русский. После окончания в 1938 году семилетней школы работал в Нылгинском леспромхозе десятником, затем мастером.
Призван в ряды Красной Армии 15 августа 1942 года. На фронтах Великой Отечественной войны с ноября 1942 года.
В январе 1944 года орудийный расчёт А. Н. Пермякова принимал участие в боях по освобождению Новгорода. После взятия города 20 января 1944 года в ходе Новгородско-Лужской операции бои переместились на территорию Ленинградской области. В районе деревень Городец и Святье Лужского района стрелковое подразделение, вместе с которым действовало орудие А. Н. Пермякова, оказалось в окружении. В период со 2 по 6 февраля 1944 года гитлеровцы предприняли несколько атак, пытаясь уничтожить окружённых. Расчёт А. Н. Пермякова отразил три атаки противника, подбил танк. А. Н. Пермяков получил контузию, но несмотря на это, продолжал вести огонь, оставшись один у орудия. Все атаки противника были отбиты, и окружённая группа соединилась со своим полком.
Приказом от 28 февраля 1944 года младший сержант Пермяков Алексей Назарович был награждён орденом Славы 3-й степени под номером 47207.
В конце 1944 года 372-я стрелковая дивизия дивизия в составе 2-й ударной армии была переброшена в северную Польшу на 2-й Белорусский фронт. 13—14 января 1945 года старший сержант А. Н. Пермяков в составе дивизии участвовал в Млавско-Эльбингской операции, командовал орудием, поддерживая огнём пехоту, штурмующую город Цеханув. 22 января 1945 года старший сержант А. Н. Пермяков с расчётом в бою за город Дойч-Айлау огнём из орудия подавил 3 пулемётные точки, подбил 2 противотанковых орудия противника, помогая продвижению стрелковых подразделений.
Приказом от 7 февраля 1945 года старший сержант Пермяков Алексей Назарович награждён орденом Славы 2-й степени под номером 10595.
А. Н. Пермяков принимал участие в Восточно-Померанской наступательной операции, в ходе которой 30 марта 1945 года был освобождён Данциг. 28 марта 1945 года А. Н. Пермяков, двигаясь вместе с передовыми частями пехоты и поддерживая их огнём, в боях на подступах к Данцигу уничтожил прямой наводкой вражеское орудие. 30 марта в ходе уличных боёв в Данциге расчёт Пермякова уничтожил прицельным огнём три немецких пулемётных точки, которые вели огонь из окон жилых домов и с чердаков, два орудия и свыше 10 гитлеровцев.
Указом Президиума Верховного Совета СССР от 29 июня 1945 года за мужество, отвагу и бесстрашие, проявленные в боях, старший сержант Пермяков Алексей Назарович награждён орденом Славы 1-й степени под номером 1024.
А. Н. Пермяков участвовал в Штеттинско-Ростокской операции и в десанте на остров Рюген. После Великой Отечественной войны А. Н. Пермяков продолжил службу в армии. В 1947 году младший лейтенант А. Н. Пермяков был демобилизован. Работал на электростанции в посёлке Факел Игринского района Удмуртской Республики. С 1964 года работал шофёром в посёлке Игра. Умер 14 февраля 1990 года. Похоронен в посёлке Игра.